# Código Civil de 1734

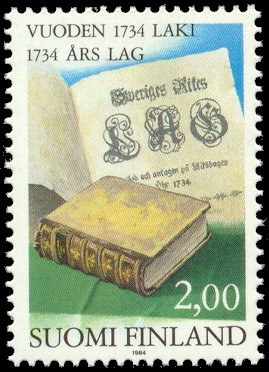
Sello finés que conmemora el 250.º aniversario del texto legal.

El Código civil de 1734 (sueco: 1734 års lag), fue aprobado por Estados del Reino de Suecia (Riksens ständer) en 1734, y entró en vigor después de haber sido ratificado por Federico I de Suecia el 23 de enero de 1736. Se convirtió en la base del código civil actual en Suecia así como en Finlandia, que entonces era una provincia sueca, A pesar de que se han realizado numerosas modificaciones posteriores. El actual Código de leyes suecas (Svensk författningssamling) se fundamenta en el Código Civil de 1734.
El Código Civil de 1734 sustituyó a la anterior Kristofers landslag (La Ley Nacional de Cristóbal) a partir de 1442, y el Stadslagen (La ley de la Ciudad) de 1347-57. Fue el primer código civil que aplicó la misma ley a todos los de Suecia. Previamente, el Kristofers landslag hacia alusión a la Ley medieval escandinava concerniente al campo, que podría variar dependiendo del condado, o la Stadslagen sobre las ciudades. Hay una necesidad de establecer un código civil y leyes aplicables a todos los suecos, tanto a las ciudades como el campo. Los trabajos para la elaboración de un código civil se iniciaron durante el Imperio sueco en 1686, aunque su finalización se demoró durante la Gran Guerra del Norte. El Código Civil, por tanto, está más influenciado por la época carolina del siglo XVII, más que la Edad de la Iluminación o la Edad de la Libertad de la década de 1730. Fue traducido a la [ lengua finesa] en 1738, aunque no fue publicado hasta 1759.
Se divide en los siguientes Libros (sueco: "balkar" )
- El Libro de Matrimonio
- El Libro de los Padres
- El Libro de la Herencia
- El Libro de la Tierra
- El Libro del Edificio
- El Libro del Comercio
- El Libro de los Crímenes
- El Libro del Procedimiento Judicial
- El Libro de la ejecución de las Sentencias